# Marcabru
Marcabru, ou Marcabrun, né vers 1110 à Auvillar et mort vers 1150, était un écrivain et troubadour.

## Surnom
Marcabru est le pseudonyme qu’il s’est volontairement choisi. Selon Barbara Spaggiari qui a consacré un livre entier à cette thèse, ce nom a une origine germanique et signifierait « clair sur le magnifique cristal ».
Selon François Zufferey, qui pointe dans la thèse de B. Spaggiari des impossibilités linguistiques, le surnom signifierait mâle caprin, donc bouc, surnom en accord avec sa position artistique, combattant le fin amor.
Il était également connu sous le sobriquet de Pan-perdut (« Pain perdu »).

## Vie
Marcabru serait né en Gascogne à Auvillar et aurait été laissé devant la porte du riche gentilhomme Aldric del Vilar, qui s'est alors occupé de lui. Mais c'est le troubadour Cercamon[réf. nécessaire] qui lui a enseigné la musique et l'art de composer des vers.
On sait qu'il a été actif dans les années 1130, vraisemblablement à la cour de Guillaume X d'Aquitaine. 
En 1137, le roi de France Louis VII le Jeune épouse Aliénor d'Aquitaine, petite fille du premier troubadour connu, Guillaume IX d'Aquitaine. Marcabru aurait suivi Aliénor d’Aquitaine à la cour de Paris, mais en aurait été chassé par son époux qui n’appréciait pas les déclarations chantées à la dame de ses pensées.
Ainsi, il est probable que Marcabru ait été obligé de s'exiler pour vivre de son art ; on retrouve sa trace en Castille. En soi, cela n'a rien de surprenant, dans la mesure où les ducs d'Aquitaine avaient mené depuis 100 ans une politique d'ouverture en direction de l'Espagne, qui comptait aussi des souverains lettrés.
Les autres indications sur la vie de Marcabru sont peu sûres : on ne sait rien de sa naissance ni de sa mort, et il ne nous reste que 43 poèmes de lui.

## Œuvre
Marcabru est l'un des premiers troubadours dont les textes nous soient parvenus. Tout d'abord jongleur il s'avère un poète très doué. Il est l'auteur de la plus ancienne pastourelle découverte, L'autrier, a l'issida d'abriu. 
Sa poésie est remarquable : c'est l'un des précurseurs du trobar clus (poésie fermée, hermétique), qui s'oppose au trobar leu (poésie légère, facile à comprendre). Il utilise des métaphores complexes, joue sur les rimes rares, et utilise pleinement les ressources prosodiques de l'occitan.
Il semble avoir eu un caractère difficile, comme le montrent par exemple les vers suivants :
Macabrun, fils de Marcabrune

Fut engendré sous telle lune

Qu'il sait d'amour sous toute coutume

Écoutez !

Jamais il n'en aima aucune

Jamais aucune ne l'aima.
— Marcabru, traduction de Ribemont-Dessaignes
Mais on peut aussi comprendre ce poème différemment et le lier à l'art clos dont le troubadour est un précurseur : en le signant « Marcabrun, fils de Marcabrune », alors qu'il est de notoriété publique que le poète fut d'abord un nourrisson abandonné, Marcabru n'indique-t-il pas que tout est faux et qu'il a simplement écrit un poème constitué d'images érotiques (« L'amour est un cheval chagrin / Qui sur sa croupe vous entraîne » etc.) sans risquer les foudres de l'Église ?
Son style moralisateur, misogyne, voire misanthrope, lui a, semble-t-il, assuré autant de partisans que d'adversaires (qui ont alors peut-être décidé de le tuer). Ses poèmes, ou sirventès, dénoncent souvent la lascivité des femmes et critiquent l'amour courtois. Il aime par ailleurs donner la parole aux humbles gens.
Il est aussi l'un des premiers à parler de la Matière de Bretagne : quelques-unes de ses œuvres font mention du Roi Arthur et de ses chevaliers.

### Livres
- Carlos Gomez, Les Reines de Sang Tome 1 : Aliénor, la légende noire

## Sources
- (Prov. - Ital.) Marcabru, Liriche, ed. par M. Albertazzi, La Finestra editrice, Lavis 2018  (ISBN 978-8895925-86-8)
- Robert Sabatier, Histoire de la poésie française, Poésie du Moyen Âge, Albin Michel, 1975
- Joseph Anglade, Les Troubadours, Paris, Armand Collin, seconde édition, 1911